# Дунгарпур (княжество)

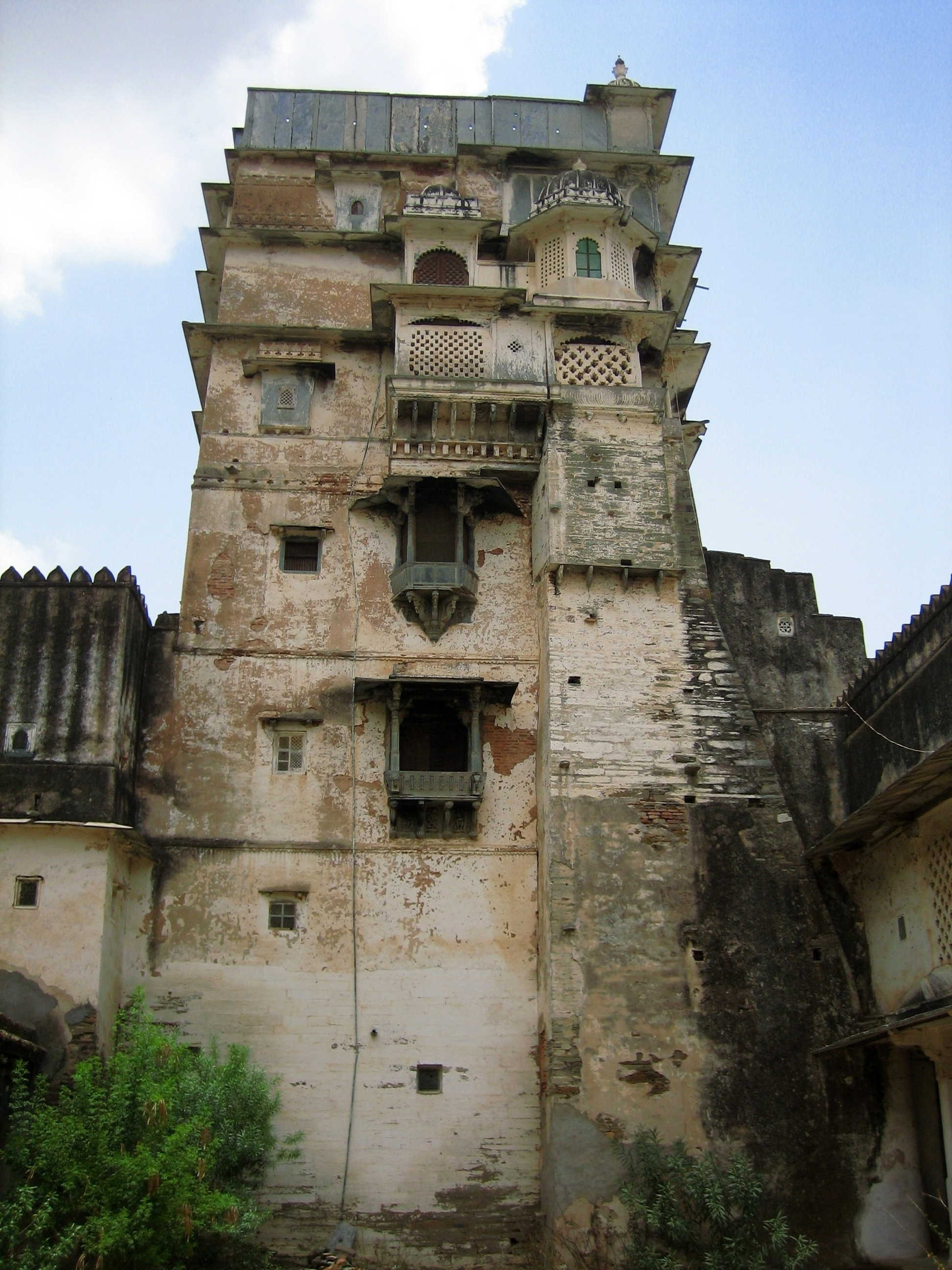
Дворец Джуна Махал в Дунгарпуре

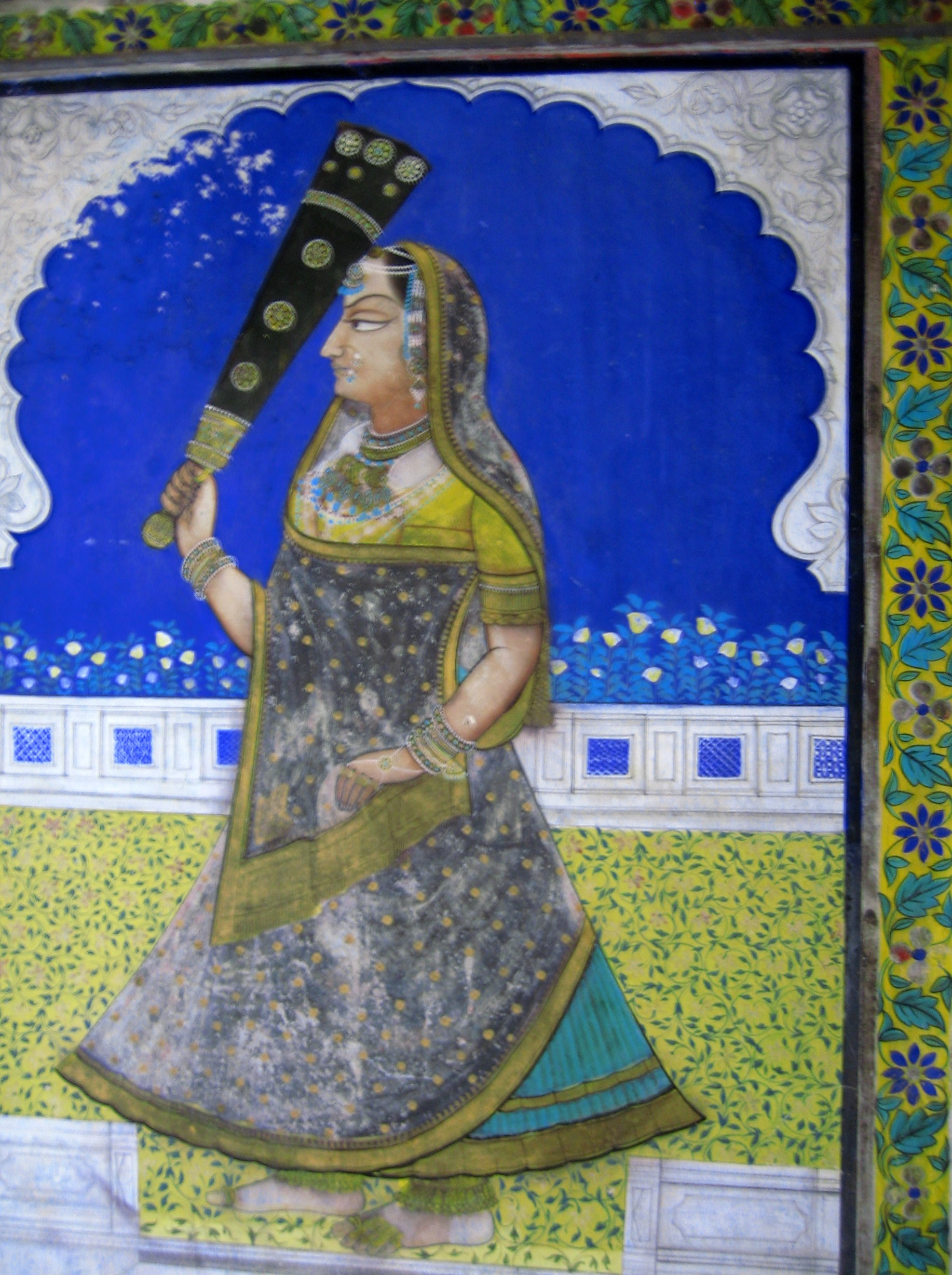
Картина на стене Дворца Джуна Махал

Княжество Дунгарпур (хинди डूंगरपुर राज्य) — туземное княжество в Индии во времена британского владычества. Его столицей был город Дунгарпур в самой южной части современного штата Раджастхан в Индии. В 1901 году общее население княжества Дунгарпур составляло 100 103 человека, а города — 6094 человека.
Дунгарпур является резиденцией старшей ветви Сисодия из Удайпура, в то время как резиденцией младшей ветви является Мевар.

## История
Государство Дунгарпур было основано в 1197 году Самантом Сингхом, старшим сыном правителя Мевара Карана Сингха. Они являются потомками Баппы Раваля, восьмого правителя династии Гухилот и основателя династии Мевар (734—753). Вожди государства, носящие титул Махаравал, происходят от Махупа, старшего сына Карана Сингха, вождя Мевара в XII веке, и претендуют на почести старшей линии Мевара. Махуп, лишенный наследства от своего отца, нашёл убежище у семьи своей матери, рода Чаухан из Багара, и сделал себя хозяином этой страны за счёт вождей Бхилей, в то время как его младший брат Рахуп основал отдельную династию Сисодия.
Город Дунгарпур, столица государства, был основан в конце XIV века его потомком Равалем Бир Сингхом, который назвал его в честь Дунгарии, независимого вождя Бхилей, которого он приказал убить. После смерти Равала Удай Сингха из Багар в битве при Кхануа в 1527 году, где он сражался на стороне рана Санга против Бабура, его территории были разделены на государства Дунгарпур и Бансвара. Княжество Дунгарпур пребывало под властью Империи Великих Моголов и Маратхского государства. В 1818 году княжество перешло под британский протекторат и получило право на 15-й орудийный салют.
Доход государства в 1901 году составил 2 00 000 рупий.

## Махаравалы
Махаравалы принадлежали к династии Гухил, клану Ахра Гухилот.
- 1504—1527: Удай Сингх (? — 16 марта 1527), сын Ганги Девы, махаравала Багара.
- 1527—1549: Притхвирадж Сингхи (? — 1549), старший сын предыдущего.
- 1549—1587: Аскаран Сахиб (? — 1587), сын предыдущего.
- 1587—1604: Сесмаль Сахиб (? — 1604), сын предыдущего.
- 1604—1609: Карам Сингх II (? — 1609), сын предыдущего.
- 1609—1658: Панджа Радж (? — 1658), сын предыдущего.
- 1658—1659: Гирдхар Дас (? — 1659), сын предыдущего.
- 1659—1691: Джасвант Сингх (? — 1691), старший сын предыдущего.
- 1691—1700: Кхуман Сингх (? — 1700), сын предыдущего.
- 1700—1728: Рам Сингх (? — 1730), сын предыдущего.
- 1728—1783: Шив Сингх (? — 1783), четвёртый сын предыдущего.
- 1783—1789: Вайрисал Сахиб Бахадур (? — 1789), сын предыдущего.
- 1790—1808: Фатех Сингх (? — 1808), сын предыдущего.
- 1808—1846: Джасвант Сингх II (? — 19 декабря 1846), сын предыдущего.
- 19 декабря 1846 — 13 февраля 1898: Удай Сингх II (22 мая 1839 — 13 февраля 1898), второй сын предыдущего.
- 13 февраля 1898 — 15 ноября 1918: Биджай Сингх (17 июля 1887 — 15 ноября 1918), внук предыдущего, сын принца Кумана Сингхи Сахиба Бахадура (1856—1893).
- 15 ноября 1918 — 15 августа 1947: Лакшман Сингх (7 марта 1908 — 6 июня 1989), старший сын предыдущего.

## Титулярные правители
- 15 августа 1947 — 6 июня 1989: Лакшман Сингх (7 марта 1908 — 6 июня 1989), старший сын и преемник Биджая Сингха. Последний правящий махаравал Дунгарпура (1918—1947).
- 6 июня 1989 — н. в.: Махипал Сингхи II Сахиб Бахадур (род. 14 августа 1931), старший сын предыдущего.

Вероятным наследником титула является Харшвардхан Сингх Джи Сахиб Бахадур (род. 6 июня 1956), единственный сын предыдущего.
Последний фактический правитель княжества Дунгарпур Лакшман Сингх Бахадур (1918—1989), который стал рыцарем-командором Ордена Звезды KCSI (1935) и рыцарем-великим командором Ордена Индийской империи (1947), а после обретения независимости Индии стал членом Раджья Сабха (1952 и 1958), и позже членом Законодательное Собрание Раджастхана (ЧЗС) в 1962 и 1989 годах.